# Евита (певица)
Евита е българска попфолк певица.

## Музикална кариера
Музикалната си кариера стартира през 2000 г. когато издава дебютния си албум „Тайнствена жена“. По това време тя е изпълнител на музикална компания „Милена рекърдс“. На следващата година излиза и последният ѝ албум „Луда глава“, който включва хитовете „Ева“, „Боли от любовта“ и дуета с Естела „Мъжете полудяват“. През 2002 г. се мести в „Ара Аудио-видео“, където записва песните „Дай ми власт“, „Една любов те пари“, „Въздух“, „Невъзможен“ и „Искам те“. В края на 2004 г. прекратява договорните си отношения с компанията и преустановява певческата си кариера. Участва в много сборни попфолк концерти и фестивали.

## Дискография
- Тайнствена жена (2000)
- Луда глава (2001)